# Dějiny sociologie
Dějiny sociologie jako samostatné akademické disciplíny jsou poměrně krátké, jelikož sociologie je jako věda relativně mladá. Předpoklady pro její existenci vznikly za Velké francouzské revoluce z myšlenek osvícenců. Počátky jí samotné pak sahají pouze na počátek 19. století. Jako označení vědecké disciplíny použil slovo sociologie poprvé Auguste Comte roku 1838. V průběhu 19. století se díky prvním významnějším badatelům zrodily jednotlivé sociologické směry a byla započata tvorba sociologického názvosloví a definice předmětů zkoumání. V první polovině 20. století prožila původní francouzská sociologie krizi, rozvíjela se tak především sociologie ve Spojených státech amerických. Od konce druhé světové války se sociologie ve všech původních státech mohutně rozvíjí až do současnosti, zároveň probíhá rozvoj i v ostatních zemích, kde je sociologie mladší.
Akademická sociologie vznikla jako reakce na modernu, kapitalismus, urbanizaci, racionalizaci a sekularizaci a jako postoj ke vzniku moderního národního státu a jeho složek. Sociologie vznikla též jako akademická odpověď na výzvy modernity a proměny společnosti, jako je zmenšování a propojování světa, přechod od tradiční feudální společnosti k moderní kapitalistické a také ztráta vlivu náboženství.
V poměrně krátké době se sociologické disciplíny rozrostly a začaly rozcházet, a to jak živě, tak metodologicky. To bylo především důsledkem bezpočtu reakcí na empirismus. Historické debaty jsou široko nápadné teoretickými spory kolem vlivu a důležitosti struktury a činitelů.

## Předchůdci

### Před osvícenstvím
Stopy zanechané sociologickým uvažováním můžeme pozorovat nejméně již v antickém Řecku. Protosociologické pozorování bývá také nalézáno v textech mnoha západních filozofů a myslitelů, mezi které patřili například Hérodotos, Thúkydidés, Platón nebo Polybios.[zdroj⁠?!]
Později lze pozorovat sociologické uvažovaní též u Augustina, Tomáše Akvinského nebo Marsilia z Padovy ve středověku, u Machiavelliho v renesanci, stejně jako u mimoevropských filozofů, převážně u Konfucia.

### Sociologie ve středověkém islámu
V současné době je známa muslimská sociologie ze 14. století. Ibn Chaldún byl první muslimský myslitel, který ve své knize Mukkaddima, která je první ze série sedmi knih a později byla přeložena do latiny jako Prolegomena, využil postupů sociální filozofie a společenských věd při formulování teorií sociální koheze a sociálního konfliktu. Proto bývá mnoha vědci považován za předchůdce sociologie.
Raná islámská sociologie odpovídá na výzvy uspořádání společnosti různorodých lidí pod stejným náboženským uspořádáním v islámském Chalífátu v dobách vlády volených chalífů, Umajjovců, Abbásovců, Fátimovců a za dob Mamlúckého sultanátu. Kořeny této rané islámské sociologie jsou zakořeněny v metodách rané islámské filozofie a věd ve středověkém islámu.

## Počátky

### Po Velké francouzské revoluci

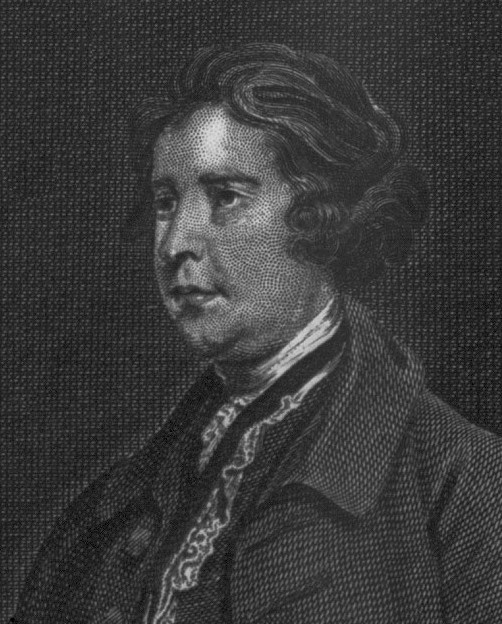
Edmund Burke

S Velkou francouzskou revolucí přišlo mnoho změn. Především se ve Francii prosadila demokracie, což značně ovlivnilo pohled na společnost. Jedním ze základních principů demokracie ve Francii bylo občanství. Každý obyvatel Francie byl jejím občanem a všichni občané si dle Deklarace práv člověka a občana byli rovni. To dokonalo pád feudalismu a konec rozdělení společnosti na tři základní stavy: šlechtu, církev a poddané. Tento fakt, že základní jednotkou společnosti je jedinec, nikoli skupina v mnohém podpořil myšlenky tehdejších vědců a pomohl vzniknout sociologii.
Před vznikem samotné sociologie pak lze pozorovat tradicionalistické a ideologické proudy. Mezi tradicionalisty patří anglický politik Edmund Burke, který odsoudil revoluci ve Francii, protože revoluce podle něj navrací společnost do původního stavu, kdy na Zemi vládl chaos. Burke tuto revoluci odsuzoval též kvůli tomu, že všechny její principy vycházejí pouze z abstraktních teorií filozofů. Dále Burke zformuloval myšlenku, že novou společnost, která vzniká i při revoluci, nelze řídit pouze rozhodnutím myslitelů. Podle něj jsou totiž instituce, které v danou dobu podmiňují lidské chování, výsledkem vývoje, který lze srovnávat i s vývojem jakéhokoliv samostatného živého organismu.
Ideologové jsou myslitelé, kteří se snaží vytvořit ideje a vědou o nich nahradit stávající metafyziku i psychologii. Ideologové mají člověka za objekt svého bádání. Dávají tak základ vědám o člověku, mezi které patří i sociologie. Mimo člověka se však věnují i vědám o živé a neživé přírodě.
Mezi významné předchůdce samotné sociologie patří také hrabě Henri de Saint-Simon, který se ve svých čtyřiceti letech začal věnovat vědeckému oboru tehdy nazývanému politická fyzika. I přesto, že byl hrabě de Saint-Simon zámožným šlechticem, byl nakloněn úplné likvidaci feudalismu. Na rozdíl od tradicionalistů, jako byl například Edmund Burke, tvrdil, že stav, jaký byl před revolucí, již nelze obnovit. Hrabě de Saint-Simon byl totiž především pro zbudování nové společnosti. Zároveň se domníval, že pravá revoluce teprve přijde a že nadcházející 19. století bude ještě bouřlivější než předchozí osmnácté. Saint-Simon chtěl odstranit systém starých nauk, nechat zvítězit ekonomickou racionalitu a vše nahradit vědami o člověku a životě zapadajícími do pozitivního systému. Celý systém pak chtěl nazvat jako industriální systém. Svou naukou tudíž bývá řazen mezi utopické socialisty.
Dalším z významných předchůdců je nesporně také Alexis de Tocqueville. Tento významný francouzský sociologicky orientovaný politický myslitel a historik uvažoval nad vývojem západních společností. Tocqueville formuloval myšlenku, že velký vývoj v těchto společnostech probíhá již od středověku, kdy začal narůstat tlak svobody a rovnosti. Jedním z projevů tohoto děje pak je nárůst individualismu. Podle něj je francouzská a americká demokracie významným činitelem v celém tomto celosvětovém procesu. Na základě celého vývoje poukazoval na to, že příchod demokracie je nezvratným procesem, ale může s sebou přinést i záporné věci, na které se snažil též poukázat a upozornit. Dále Tocqueville označil za hlavní rys demokracie rovnost, při které je společnost zcela beztřídní a život každého jedince není ovlivněn jeho původem, ale jeho schopnostmi.

### Pozitivizmus a Auguste Comte

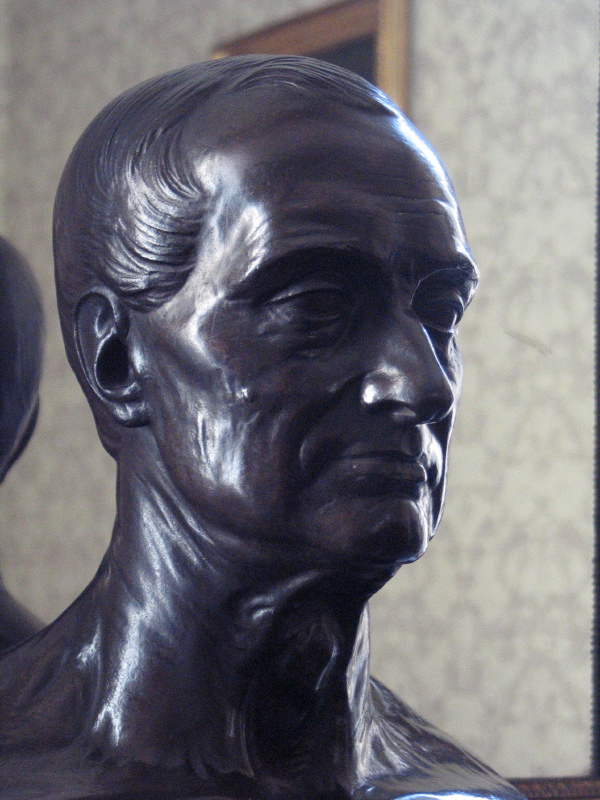
Auguste Comte

Slovo pozitivizmus pochází ze spojení pozitivní politika užitého Comtem poprvé roku 1824. Comte se o tématech pozitivizmu snažil vést přednášky, po třech přednáškách však byl pro přepracování svých textů umístěn do léčebny. Přednášky obnovil Comte již v lednu 1829. Bylo jich celkem 72 a posledních deset bylo zasvěceno takzvané sociální fyzice. Všechny přednášky následně v letech 1840 až 1842 vyšly jako Kurz pozitivní filozofie. Při této příležitosti se roku 1838 poprvé objevuje pojem sociologie, který Comte uvádí jako neologismus. Ve stejné době tentýž termín však použil i esejista Emmanuel Joseph Sieyès. Slovo sociologie pochází z latinského slova societas, což je česky společnost, a řeckého logos, což česky znamená věda. Česky lze tedy volně přeložit slovo sociologie jako věda o lidské společnosti.
Comte dlouhou dobu studoval utopický socialismus myslitele Henriho de Saint-Simon. Ten samotný nebývá považován za sociologa, nýbrž za socialistu. Comte od něj převzal řadu myšlenek a ty pak uspořádal. De Saint-Simon ve svém díle poukazuje na to, že společnost není pouhým souhrnem jednotlivců, ale organizovaným uskupením, jednotlivé prvky společnosti jsou na sobě vzájemně závislé; k přechodu od jednoho typu společnosti k druhému dochází násilně a je to přirozené. Jako u prvního u něj nalezneme první náznaky pozitivního myšlení. Mimo to také prosazoval myšlenku vytvoření nové vědy o člověku a společnosti.
Psaním po původních osvíceneckých politických filozofech Comte pomáhal sjednotit všechny tehdejší studie společnosti kvůli pochopení sociálních sfér ostatními vědci. Jeho vlastní sociologické schéma bylo typické pro humanisty 19. století. Věřil, že všechny lidské životy jsou ovlivněny rozdílnými historickými obdobími a pokud někdo pochopí tento vývoj ve společnosti, může pak předepsat lék na sociální nemoci. V Comteho schématu bývá sociologie označována jako „královna věd“. Všechny základní přírodní vědy dle něj přišly první a vedly k těžkostem, problémům a nemocem lidské společnosti. Comte proto bývá nazýván jako „Otec sociologie“.
Comte také může být označován za pragmatika, jelikož záměrně odděloval metafyziku a fyzické studium jevů samotných. Byl pro zavedení experimentů, jelikož tvrdil, že vědecké bádání musí spočívat na zkušenostech získaných systematickým pozorováním.

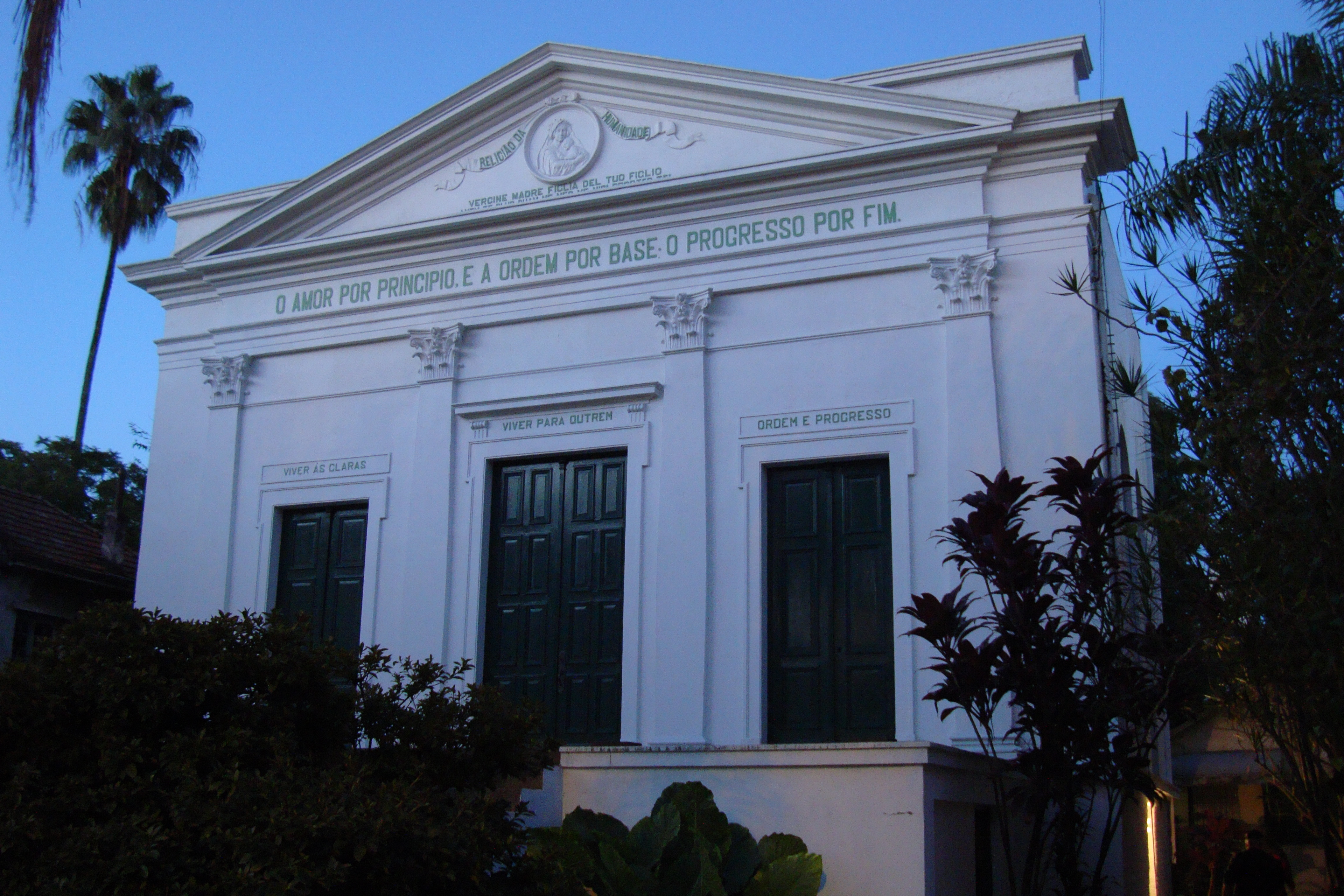
Pozitivistický chrám v Porto Alegre

Dříve se vyskytující scientismus v jeho dílech s časem slábnul. Comte totiž chtěl stvořit nové náboženství a jemu sociologii podřídit. S myšlenkou všelidského náboženství přišel poprvé roku 1847. Kvůli tomu ztratil Comte přízeň mnoha svých známých, kteří si nepřáli, aby se sociologie jako věda stala součástí náboženství. Výsledkem se stala takzvaná pozitivistická víra.
Comtovi myšlenky oslovily mnoho lidí. Někteří z následovníků jeho myšlenek se zapojilo do vojenského převratu, který svrhnul Brazilské císařství a vyhlásil v Brazílii republiku. Následně bylo Comtovými myšlenkami inspirováno i motto na brazilské vlajce Ordem e Progresso, česky Řád a pokrok. Jeho původ spočívá v Comtově hesle pozitivizmu L'amour pour principe et l'ordre pour base; le progrès pour but, česky Láska jako princip a řád jako základ; pokrok je cíl.
Výsledky Comtova bádání do Česka poprvé uvedl Tomáš Garrigue Masaryk, který vydal roku 1876 spis Theorie a praxis, ve kterém vysvětluje, co je sociologie a jaký je její vztah k praktickému životu.

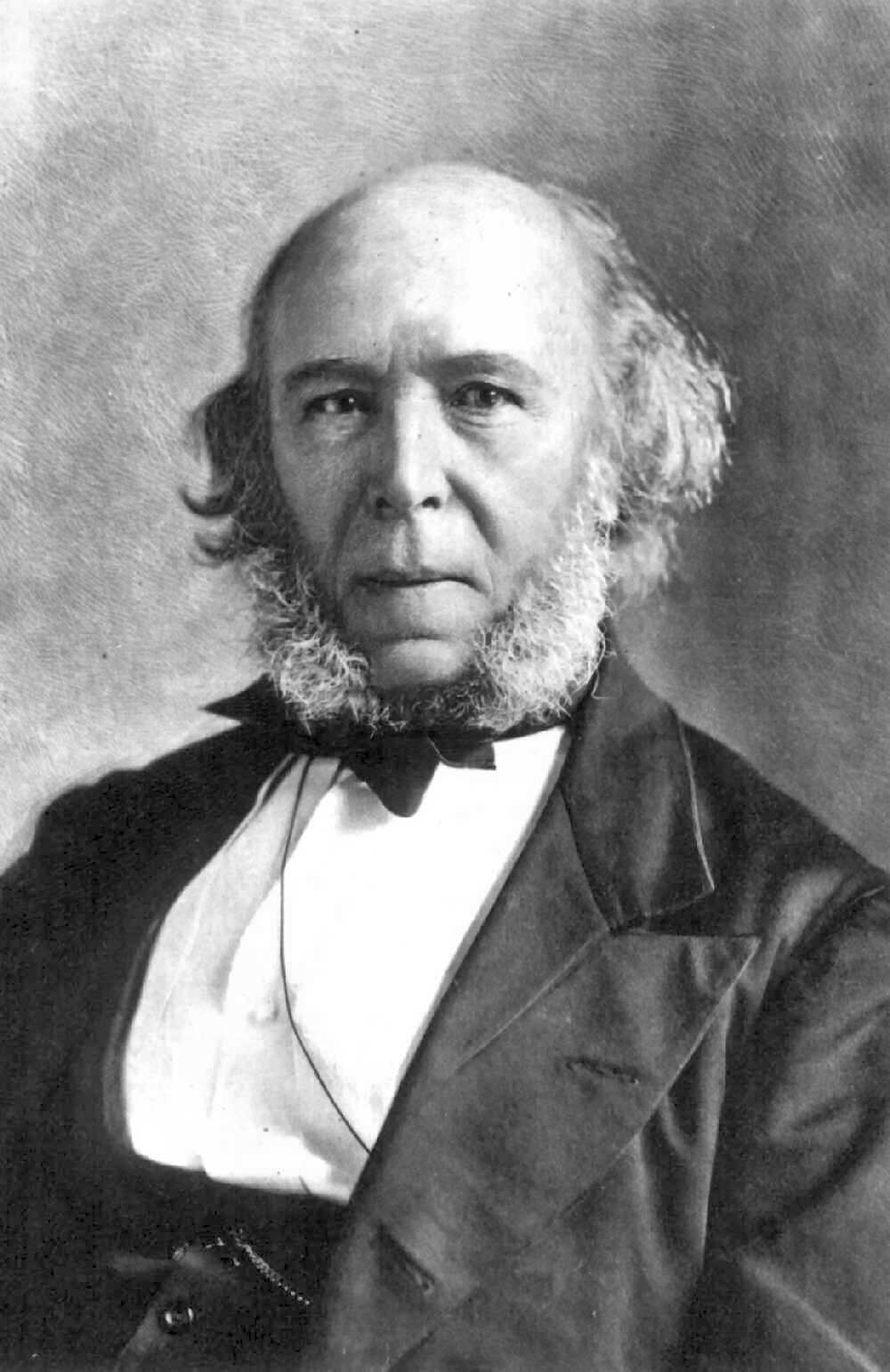
Herbert Spencer

Hlavní osobností vznikající sociologie v Anglii byl filozof Herbert Spencer. Ten četl Comtovo dílo, kterým se ovšem pouze inspiroval a stvořil tak nový směr, který bývá někdy považován za součást pozitivizmu, jindy bývá nazýván čistě jako organistická sociologie, nebo jako evolucionismus. Po Comtově smrti se tak stal Spencer se svou naukou patrně nejvýznamnějším myslitelem sociologie v té době. Po své smrti však upadl téměř do zapomnění.
Ve Spencerově díle je patrný odklon od metafyziky, kterou on sám považoval za zbytečnou. Spencer se nepustil do věčného sporu o původu věcí a prohlašoval, že vše podléhá pozorování a zkušenostem. Většinu problémů se pak Spencer snažil vysvětlit na základě evoluce a přírodních jevů. Lidská společnost podle něj je jako organismus – vyvíjí se od "primitivnosti" až k vyspělosti a značné diferenciaci funkcí, která je znakem moderní společnosti. Vzorem pro jeho teorii byl Adam Smith a Jean-Baptiste Lamarck, na základě jejichž poznatků vypracoval evolucionistickou doktrínu. Jeho myšlenky přetrvávající do dnešní doby narážení na tu skutečnost, že jedinci a vztahy mezi nimi nabývají čím dál většího významu a vytlačují tradiční společenské instituce jako je například rodina, církev či stát.

### Utopické socialismy a marxismus

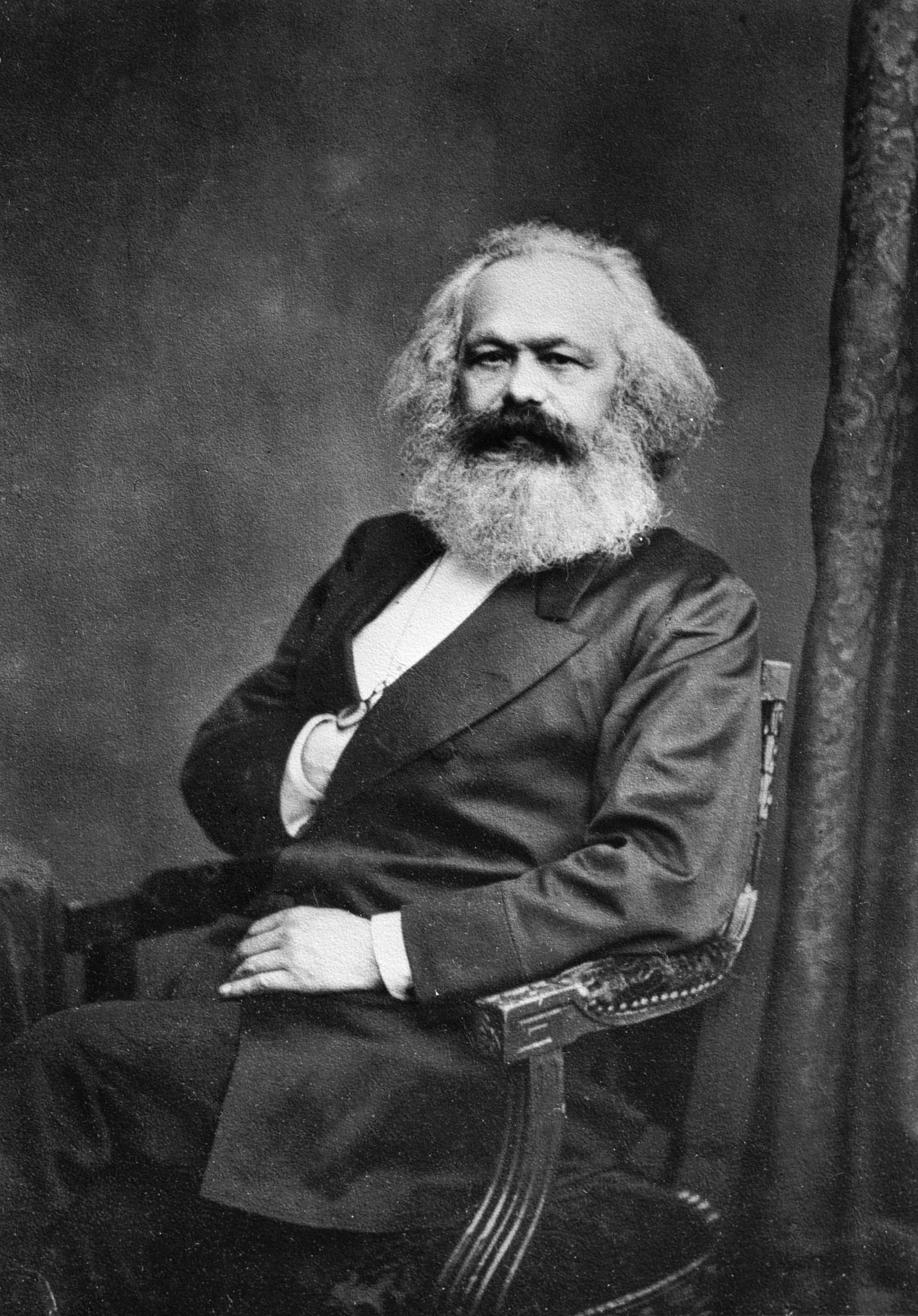
Karl Marx

Počátky rozvoje socialismu po Saint-Simonově smrti roku 1825 lze nalézt již o pět let později, roku 1830. V počátcích však rozvoj socialismu provázelo mnoho obtíží, které vedly až k roztříštění Saint-Simonova učení.
Všichni následovníci Saint-Simona, ač se jinak lišily, považovaly výrobu statků a služeb za jeden z hlavních cílů lidského života ve společnosti. Všichni se též shodovali na tom, že předpokladem pro tuto výrobu je kolektivní práce. Socialisté chtěli kontrolovat výrobu tím, že nebude existovat soukromé vlastnictví. Podle socialistů podněcuje totiž soukromé vlastnictví k tvorbě nerovností ve společnosti a ne všichni jsou vždy oceňováni, jak by měli.
| „             | Každý podle svých schopností, každému podle jeho potřeb. | “ |
| — Louis Blanc |                                                          |   |

Socialismus vzniká v první polovině 19. století. Je reakcí na průmyslovou revoluci, která probíhá v Evropě. Tento mladý socialismus upřednostňuje spíše morální než ekonomická hlediska. Představiteli tohoto vývojového období socialismu jsou Skot Robert Owen nebo Francouz Charles Fourier.
Hlavním socialistou se v devatenáctém století, v začátcích sociologie, jednoznačně stal Karl Marx. Karl Marx byl německý filosof, politický publicista a kritik klasické ekonomie. Za sociologa se Marx však nikdy nepovažoval. Marx se věnoval především teorii dělnického hnutí a vývoji lidstva v dějinách. Ve svém díle použil rozdělení lidstva na vlastní sociální třídy. Společně s Friedrichem Engelsem pak vypracoval studii dějin lidstva a jeho vývoje v jejich průběhu. Podle Marxe vládne ve společnosti dlouhotrvající konflikt mezi třídami. Střetávají se spolu třídy vládnoucí a ovládané. Proto Marx hledal řešení v zavedení beztřídní komunistické společnosti.
Dějiny všech dosavadních společností jsou dějinami třídních bojů. — Svobodný a otrok, patricij a plebejec, baron a nevolník, cechovní mistr a tovaryš, vedli nepřetržitý boj, tu skrytý, tu otevřený, boj, který pokaždé skončil revolučním přetvořením celé společnosti nebo společným zánikem bojujících tříd.
Karl Marx, Manifest komunistické strany
Podle Marxe je proletariát vykořisťován, protože cena dělníkovy práce a cena zboží není totožná. Rozdíl tvoří zisk kapitalisty, tzv. nadhodnota, kvůli které je dělník vykořisťován. Řešení nalézá Marx v nastolení sociální spravedlnosti a solidarity, omezení nebo zrušení soukromého vlastnictví výrobních prostředků, v převzetí funkce rodiny a státu občanskou společností a v nahrazení náboženství, které je podle něj pouze „opiem lidstva“. Všichni podle něj budou pracovat podle svých schopností, bude zamezeno odcizení, každému systém přidělí podle jeho potřeb.
| „           | Filosofové svět jen různě vykládali, jde však o to jej změnit. | “ |
| — Karl Marx |                                                                |   |

## Sociologie 19. století vostatních zemích

### Belgie

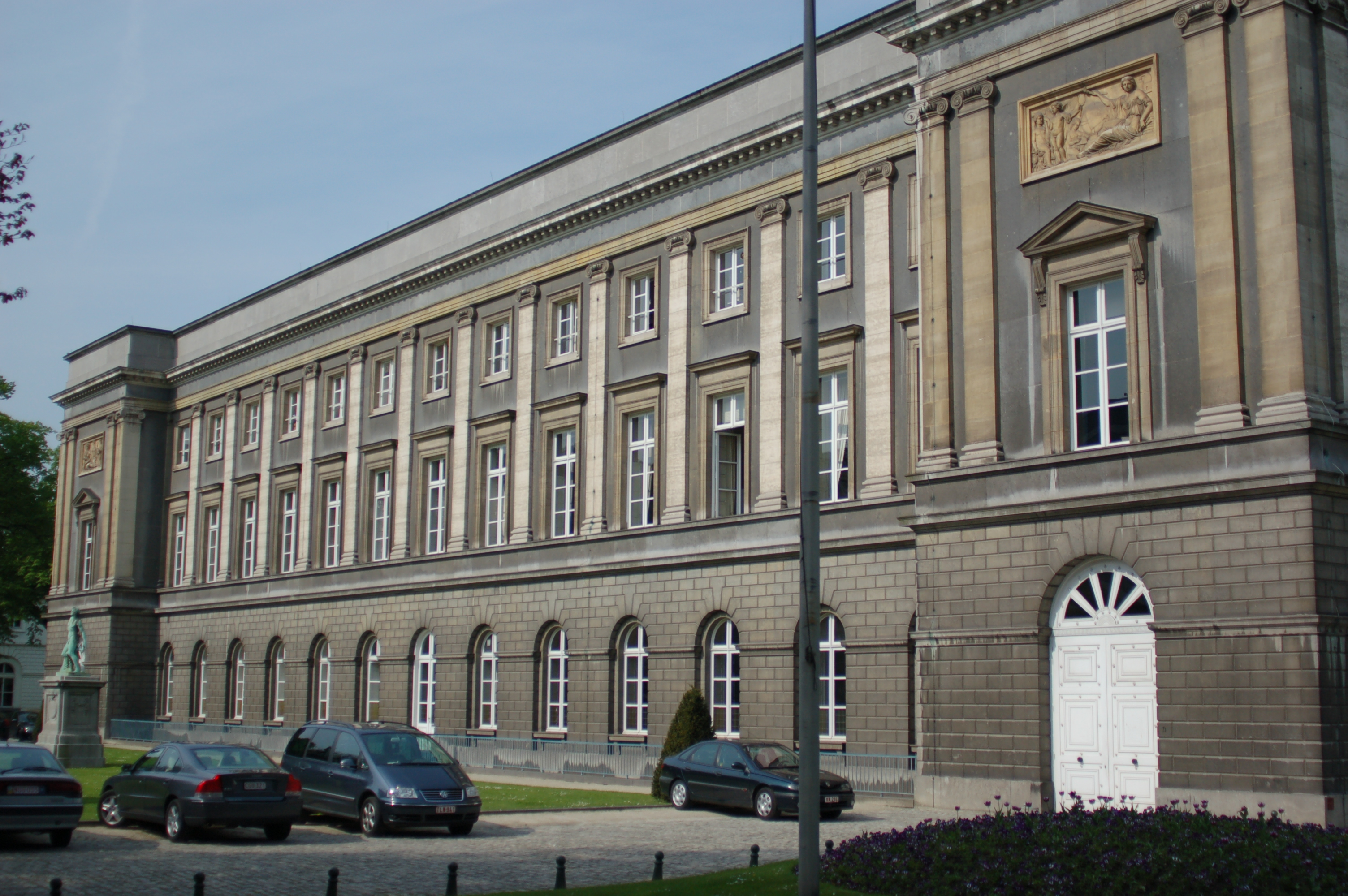
Palác Belgické královské akademie

Počátky sociologie v Belgii jsou spojeny především s Adolphem Queteletem. Adolphe Quetelet byl jedním ze zakladatelů matematické analýzy sociálních faktů. Právě on má zásadní vliv na zavedení statistických metod do sociologie i ostatních společenských věd. V době jeho života vznikaly vědní obory pravděpodobnost a statistika, které své prvotní uplatnění našly především v astronomii, jako nástroj pro určování odchylek a chyb pro metodu nejmenších čtverců. Quetelet však viděl možnost jejich využití právě i v oblasti společenských věd. Věda, která se tímto tématem měla zabývat, bývá někdy označován jako sociální fyzika. Svým nápadem tak vlastně položil základy pro sociologické průzkumy. Statistické metody chtěl uplatňovat především na jevech jako byla kriminalita, či počet uzavřených sňatků a pak chtěl tyto jevy srovnávat se sociálními faktory, které by je mohly ovlivňovat. Převratné myšlenky a nápady se tehdy však nesetkaly s přílišnou podporou ostatních vědců.
Po Queteletovi je výraznou osobností především Guillaume de Greef. Greef se zaměřil především na obranu belgických dělníků. Podle něj je třeba využít odborů a dosáhnou vyváženosti mezi jednotlivými sociálními třídami. Podle Greefa dojde v průběhu dělby práce k dalšímu dělení.
Belgičtí sociologové zkoumaly především průmyslové problémy, což je typický rys belgické sociologie v 19. století. Díky aktivitě průmyslníka Ernesta Solvaye tak roku 1901 vznikl na Belgické královské akademii Institut sociologie, který se zabýval zkoumáním průmyslu a městského prostředí přímo v terénu. Prvním ředitelem institutu se stal příznivec organistického směru pozitivismu Émile Waxweiler. V Belgii též v letech 1845 až 1848 pobýval a působil Karl Marx.

### Rusko

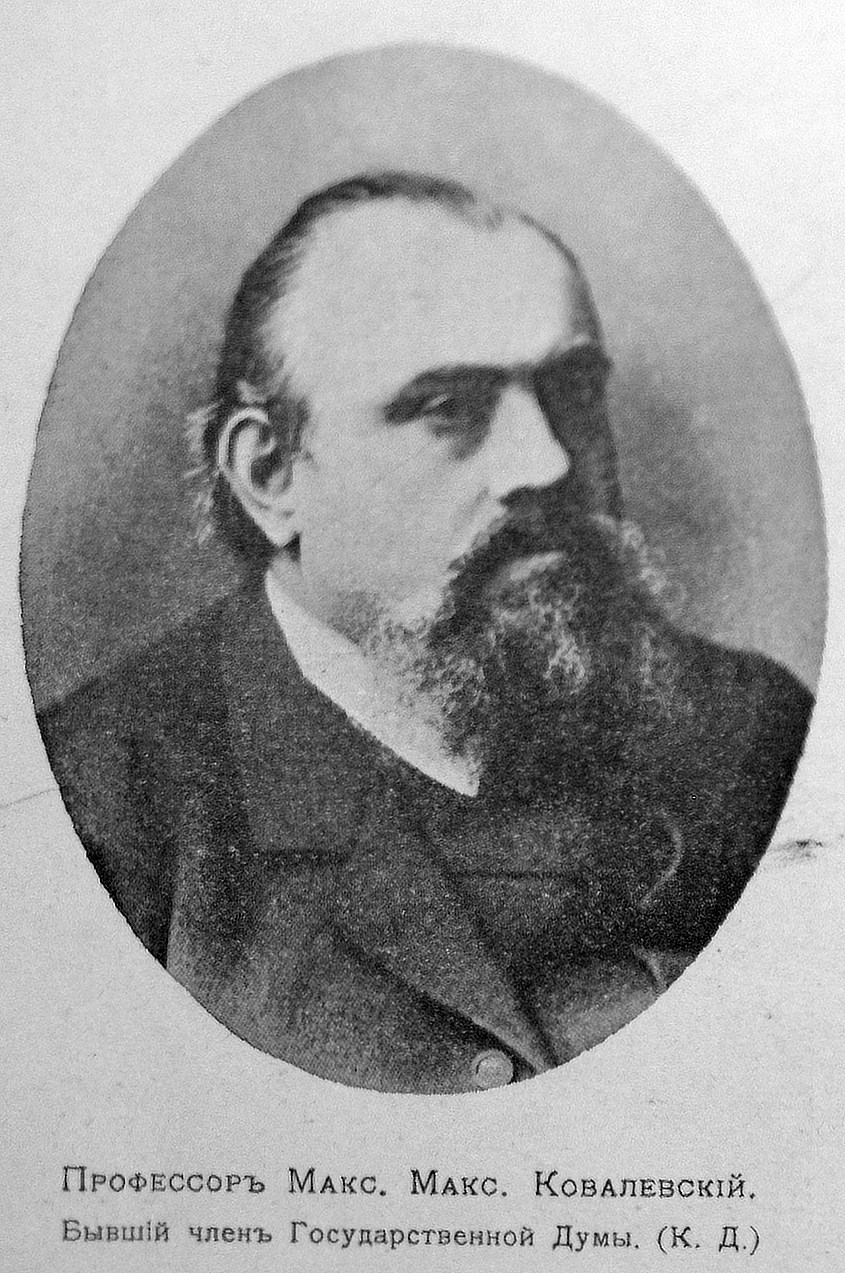
Maxim Maximovič Kovalevskij

Ruská sociologie vznikla díky snaze ruských intelektuálů o vytvoření nového modelu vývoje společnosti. Do té doby byla v Rusku podporována především konzervativní ideologie. Autoři nových myšlenek se pak inspirovali především liberálními a socialistickými myšlenkami, které se v téže době šířily v západní Evropě.
Představitele vznikající sociologie v Rusku pak lze rozdělit na umírněnější část, jejímž protikladem je revoluční proud. Výraznými směry revolučního proudy v té době byli především marxisté v čele s Vladimirem Iljičem Leninem. Všechny větve však měly společný cíl. Za pomoci nové vědy chtěly pokročit dál ve vývoji společnosti. Rozvoj sociologie v Rusku byl však značně ovlivněn jejím politickým nádechem. Jako zbraň ji totiž ve vzájemném boji využívali intelektuálové i ruská byrokracie.
Nejvýznamnějším ruský badatelem byl v 19. století jednoznačně Maxim Maximovič Kovalevskij. Kovalevskij se nejprve věnoval právům. Následně se odebírá do Francie, kde se seznamuje se sociologií. Podle jeho prací, které vznikají převážně při jeho pobytu ve Francii, ho lze zařadit mezi evolucionisty. Po návratu do Ruska se Kovalevskij mimo jiné pokusil také zavést výuku sociálních věd na univerzitě v Petrohradě.
Brzdou dalšího rozvoje sociologie jako vědy se v Rusku (a v celém Sovětském svazu) stal Stalin, který sociologii spolu s dalšími obory (mj. genetikou a kybernetikou) označil za buržoazní pavědu. Odmítavý postoj marxistů víceméně přetrval až do zhroucení sovětského systému. Nicméně potřeba zpětné vazby u vládnoucí vrstvy byrokratů byla stále přítomna. Průzkum veřejného mínění, jeho metodologie a publikace výsledků byla nemyslitelná. Univerzitní vzdělání v oboru bylo nepředstavitelné. Nesystémovou náhradou byla hlášení KGB a svodky organizací komunistické strany. Avšak kupříkladu mimořádně disponovaný a talentovaný novinář Alexej Ivanovič Adžubej začal v Izvestijích publikovat dopisy čtenářů, organizovat veřejné akce a se všemi omezeními systému jistým způsobem přispěl k rehabilitaci sociologie jako vědy.

### Itálie
Významnou osobností byl již v 18. století v Itálii filozof Giambattista Vico. Vico se jako jeden z prvních zabýval rozdílností jednotlivých národů a jejich zvyků. Formuloval myšlenku, že zvyky jsou výsledkem dlouhodobého procesu, kterým společnost prochází.
Později v 19. století se sociologie v Itálii rozvíjela především na poli kriminologie, kde ji střípkovitě uplatňoval především Cesare Lombroso, který se ve svých pracích věnoval především podmíněnosti a předvídatelnosti lidského chování.
Asi nejvýznamnějším představitelem italské sociologie tohoto období je Vilfredo Pareto. Pareto se narodil v Paříži, jeho otec byl ale původem Ital. Do Itálie se Pareto vrátil již v dětství a po studiích zde začal pracovat u železnice. Kolem čtyřiceti let Pareto objevil politickou ekonomii a tomuto oboru se začal aktivně věnovat. V průběhu svého působení vydal větší množství odborných článků. Sociologii se však Pareto začal věnovat až na sklonku svého života, především během svého působení na katedře politické ekonomie v Lausanne. Paretovo sociologické působení bylo značně ovlivněno právě ekonomií. Ve svém bádání Pareto považoval lidské chování za logické, ba dokonce i předvídatelné a navazující na předchozí události, tak jak o lidském chování uvažuje i zmíněná ekonomie. Právě nelogické a nahodilé chování by podle něj mělo být předmětem zkoumání sociologie. V rámci svých sociologických prací se Pareto snažil dokázat, že jevy vyskytující se ve společnosti se opakují. Dále pak tvrdil, že rozložení moci a peněz není spravedlivé a společnost odjakživa ovládají jakési elity, které mohou využívat k udržení se u moci i sílu a zbraně.

### USA

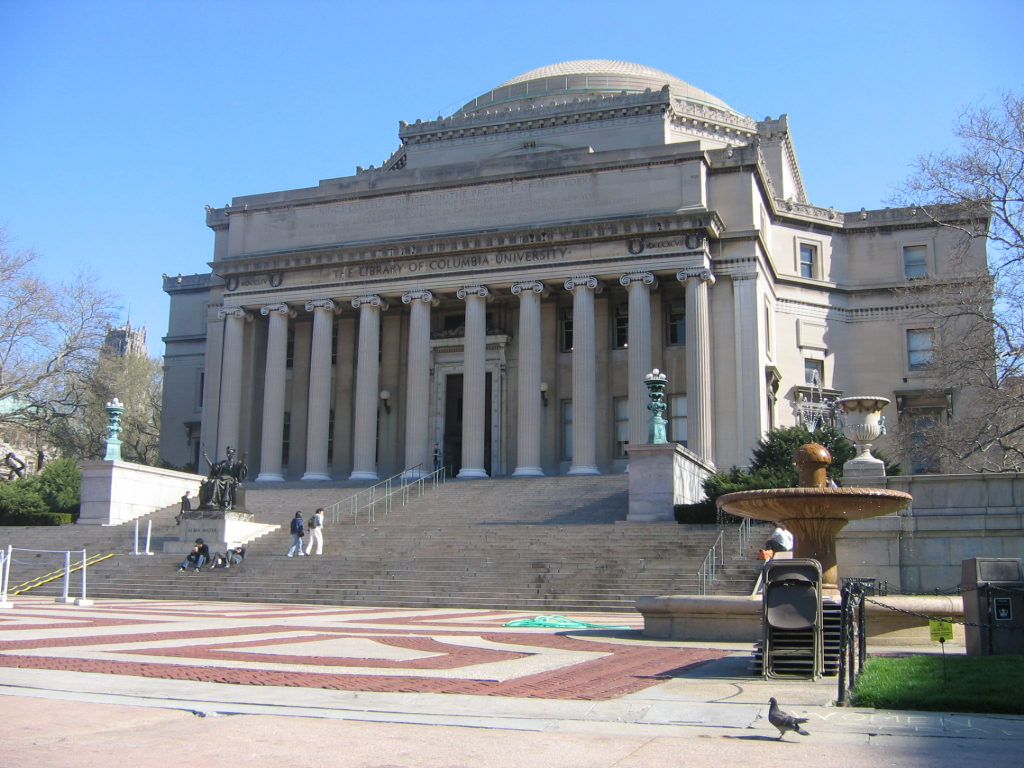
Knihovna při Columbijské univerzitě v New Yorku

Zkoumání sociálních jevů rozhodně vyvolalo v 19. století ve Spojených státech amerických zájem. Nezávisle na sobě tak začalo působit poměrně mnoho myslitelů, kteří považovali sociologii již za samostatnou vědu. Názory amerických badatelů ale byly velice pestré. Vyskytovaly se zde tak již známé sociologické směry původem z Evropy, ale vznikaly i další nové.
Mezi první americké sociology patří Lester Ward, povoláním vládní expert, vzděláním botanik a přívrženec intervencionismu. Zajímavé je právě to, že původně vystudoval biologii a následně se věnoval právě sociologii. To je v souladu s jeho tvrzením, že přírodní vědy jsou pevně propojeny s vědami společenskými. Zároveň ale Ward zdůrazňoval až propastný rozdíl mezi biologickým, tedy přírodním, a sociálním vývojem. Jako vládní expert se pak ještě staví k tomu, že sociální vývoj by měl být přímo ovlivňován až řízen státem, a to především prostřednictví výchovy a vzdělávání mládeže.
I v Americe v tomto období vzniká katedra sociologie a to na Columbijské univerzitě v New Yorku. Katedra sociologie pak vzniká následně ještě i například v Chicagu roku 1892.
Dalším významným americkým sociologem je Albion Woodbury Small. Small byl prvním vedoucím na katedře sociologie na Columbijské univerzitě v New Yorku. Jako pedagog vydal i učebnici a díky jeho péči mohlo z této americké univerzity za třicet let jeho působení zde vyjít mnoho pozdějších významných amerických sociologů. Small v rámci svého působení v čele sociologické katedry vyžadoval naprostou samostatnost sociologie. V tomto směru se podílel například i na založení Americké sociologické společnosti.

## Přelom 19. a 20. století
V období na přelomu 19. a 20. století měla sociologie již zbudované pevné základy. V průběhu tohoto období byla pevně vymezena, získala většinu vlastního názvosloví užívaného dodnes i většinu předmětů zkoumání. Především zásluhou velkých sociologů tohoto období mohla vzniknout již uznávaná samostatná věda, která získala vlastní místo i na evropských univerzitách.

### Wilhelm Wundt
Mezi nejvýznamnější osobnosti přelomu 19. a 20. století patří německý psycholog a zakladatel vědecké psychologie Wilhelm Wundt. Wundt byl uznávaným univerzitním profesorem. Původně se věnoval fyziologii, postupně ale zaměřil svoji pozornost především na psychologii a svými úvahami značně přispěl a ovlivnil sociologii. V rámci ní se inspiroval anglickým sociologem Herbertem Spencerem a jeho teoriemi. Stejně jako Spencer i Wundt se věnoval pojmu příčinnosti dějů. Wundt se též věnoval zkoumání vazeb mezi psychologickými a sociálními ději. Nakonec konstatoval, že mezi nimi neexistuje vztah jednosměrné příčinnosti. To znamená, že jeden psychologický děj nemůže způsobit děj sociální a naopak.

### Max Weber
Max Weber patří mezi největší sociology v dějinách této vědy. Zároveň bývá vědci považován za největšího německého sociologa.
Weber byl jedním z prvních sociologů, který se již věnoval čistě sociologii a zároveň se zasloužil značnou měrou sociologii systematizovat. Zároveň se Weber věnoval i definici a charakterizování sociologie.
Sociologie má znamenat vědu, která chce sociálnímu jednání porozumět pomocí výkladu, a tím ho kauzálně vysvětlovat v jeho průběhu i v jeho účincích. „Jednání“ má přitom znamenat lidské chování, tehdy a potud, pokud jeden nebo více jednajících spojují toto chování s nějakým subjektivním smyslem. „Sociální“ jednání má však znamenat takové jednání, které se svým smyslem míněným jedním nebo více jednajícími vztahuje k chování jiných a na základě toho se orientuje ve svém průběhu.
Max Weber, Základní sociologické pojmy

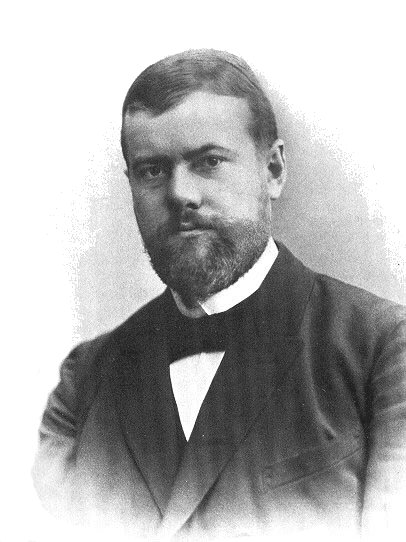
Max Weber

Weber roku 1919 také založil v Německu na Univerzitě Ludvíka Maxmiliána v Mnichově první oddělení sociologie v Německu. Mimo jiné se pak podílel též na vzniku nové antipozitivistické teorie.
V rámci svých myšlenek Weber odmítal, že by sociologie mohla odhalit univerzální zákony lidského chování srovnatelné se zákony přírodních věd. Zároveň ale nechtěl popřít, že by sociologie nebyla v souladu s racionálními postupy, což sám potvrzoval svými empirickými zkoumáními.
Jako částečný politik se Max Weber věnoval též otázkám moci, byrokracie i kapitalismu.

### Émile Durkheim

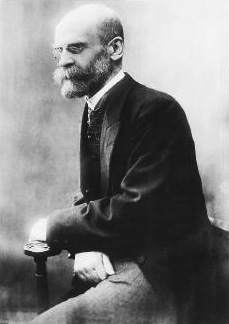
Émile Durkheim

Émile Durkheim byl sociologem, který se asi nejvíce zasloužil o uznání sociologie jako samostatné vědy. Někdy bývá též spolu s Karlem Marxem a Maxem Weberem považován za jednoho ze zakladatelů a tvůrců moderní sociologie. Stejně jako jeho současníci se věnoval vytvoření základních pojmů sociologie a náplně jejího bádání. Předvedl, že sociologie se dá vyučovat a též ukázal, že tato věda se dokáže většinou sociální problémů a pojmů zabývat lépe než jakákoliv jiná jí příbuzná.
Durkheim se projevoval již od raného mládí. Po dokončení studií na prestižní škole École normale supérieure zde začal Durkheim roku 1882 i vyučovat. Díky příspěvku od školy, který obdržel o tři roky později, mohl Émile Durkheim odcestovat do Německa, kde navštěvoval mimo jiné také přednášky Wilhelma Wundta, které ho velice zaujaly a dokonce podnítily k vydání několika publikací ohledně německých sociálních věd. Po návratu se Durkheim stal docentem a následně i univerzitním profesorem. Roku 1906 se pak stává profesorem katedry pedagogiky na Sorbonně a roku 1913 dosáhne dokonce i rozšíření vyučovaného oboru o sociologii.
Durkheimovo přínosné dílo lze rozdělit do dvou hlavních částí. První je tvořena příspěvky publikovanými v Sociologické ročence, vědeckém časopise založeném a spravovaném právě Durkheimem. Druhou část jeho díla tvoří čtyři velké spisy: O dělbě společenské práce, Pravidla sociologické metody, Sebevražda a Elementární formy náboženského života. Tyto práce jsou považovány za jedny z pilířů celé moderní sociologie. Mnoho předmětů a jevů zkoumaných v těchto dílech je dodnes předmětem sociologického bádání.

### Proudy 20. století
Funkcionalistická sociologie vysvětluje přetrvávání sociálních institucí, které podle ní budou trvat, dokud budou mít úlohu ve společnosti. Společnost vnímá jako celek tvořený prvky, mezi kterými jsou vzájemné vztahy. Prvky mají přidělené v rámci společnosti i své funkce. Funkce prvku je pak považována za následek jedné nebo více činností. Funkce se pak dělí na pozitivní a negativní a na záměrné a nezáměrné. Na tomto rozdělení pracoval především Robert K. Merton. Mezi dalším představitele tohoto směru patří například Talcott Parsons.
Konfliktuální proud vysvětluje přetrvávání sociálních institucí naopak z hlediska zájmů určitých skupin. Hlavně pak skupin, které převažují nad ostatními. Významnými představiteli byli například Lewis Coser, Ralf Dahrendorf nebo Randal Collins.
Interpretativní sociologie odmítá vyvozování obecných zákonitostí. Podle tohoto sociologického proudu není třeba obecný výklad daných jevů, jelikož každý takový jev je zcela odlišný a proto je lepší výklad interpretovat, takže vytvořit neobecný a nevšeobecný výklad, který někdy může být značně subjektivní. Interpretativní sociologie si dokonce myslí, že každá společnost je natolik odlišná od ostatních, že o ni ani nelze obecně a všeobecně hovořit. Významnými představiteli byli například George Herbert Mead, Erving Goffman nebo Alfred Schütz.

## Meziválečné období

### Francie a Německo
Za významný mezník v dějinách francouzské sociologie lze považovat úmrtí Émile Durkheima roku 1917. Období po jeho smrti bylo ještě podpořené důsledky první světové války. Francouzská sociologie je tak několik let byla výrazně v oslabení, zatímco jinde se rozvíjela. Na lepší časy se začalo blýskat v první polovině 20. let 20. století. Hlavní iniciativu v tomto období ve Francii drželi Durkenheimovi žáci a následníci. Zásluhou těchto francouzských sociologů byla obnovena vydavatelská činnost. Mohlo tak dojít k vydání mnoha vědeckých děl, mezi nimi i těch, jejichž vydání bylo znemožněno proběhlou válkou. Proběhl dokonce i pokus o obnovení Sociologické ročenky založené Émile Durkheimem.
Dalším významným krokem pro posílení sociologie ve Francii bylo založení Centra pro sociální dokumentaci. I přes všechno úsilí se však v tomto období neprojevil žádný sociolog, tak, ay mohl být považován za přímého Durkheimova nástupce. Spíše naopak, francouzští sociologové se dokonce rozdělili na dvě skupiny ve při o chápání Durkheimova díla.
Německo se v období mezi dvěma světovými válkami v sociologii výrazně lišilo od Francie. Zatímco dříve byla sociologie v Německu poměrně rozdrobena, nyní se usiluje o její zocelení. Před příchodem této změny se sociologie v Německu netěšila ani příliš velké oblibě, nebyla téměř přednášena ani nijak vyučována. Především zásluhou německého ministra Beckera se začala sociologie v Německu hojně vyučovat na univerzitách a vznikly i nové sociologické časopisy. Německá sociologická společnost pro podporu sociologie zároveň zavedla i besedy a přednášky o sociologii v jednotlivých hlavních městech německých spolkových republik.
Na vnější pohled se podařilo sociologii v Německu spojit a pozdvihnout její kvalitu. Při hlubším pohledu bylo však stále patrné značné roztříštění jednotlivých badatelů. Sociologie v Německu vnitřně neexistovala jako samostatná věd, která má stanovené jasné předměty zkoumání či své názvosloví. Badatelé byli zpravidla spojeni jen celkovým rámcem sociologie, ale nevystupovali jako zástupci jedné vědy.
Německé sociologii ještě poměrně dlouhou dobu trvalo, než se sjednotila a začala fungovat v podobě moderní vědy. Na rozdíl od již zmíněné francouzské sociologie, která hlavně díky Durkheimovi měla již svoji tvář, ovšem v tomto období se začala značně tříštit různými směry.

### Počátek růstu sociologie vUSA
Spojené státy americké nebyly téměř stiženy první světovou válkou a tak se mohly nerušeně rozvíjet. Spolu se změnami ve společnosti v Evropě, které byly částečně spojeny s proběhlou válkou, ale i nárůstem kriminality a podobných jevů spojených s rozrůstáním měst v Americe, proběhly i změny v sociologii. Ty se nejvýrazněji projevily právě v zámoří. Meziválečné období ve Spojených státech amerických bývá také považováno za počátek velkých empirických průzkumů. Právě zde se totiž tyto velké průzkumy mohly rozvíjet díky přítomnosti velkých průmyslových a vyspělých měst.
Změny, které v této době proběhly v sociologii, spočívaly především v odklonu sociologů od staršího evolucionismu. Zároveň již badatelé nepovažovali lidské jednání za čistě racionální či podmíněné poznáním. Sociologové byly v USA také již považováni za vědce. Tvořili zcela nezávisle na jiných vědách a hodnota jejich bádání se rychle zvyšovala. Americká sociologie se tak pomalu vlivem všech těchto procesů dostávala do popředí.

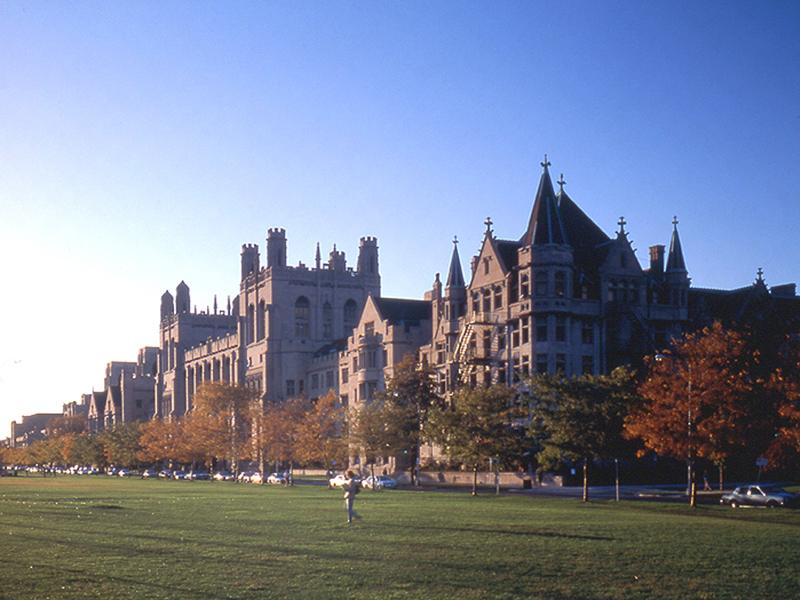
Chicagská univerzita, průkopník na poli empirického výzkumu

Od počátku třicátých let získávali badatelé pro svoji tvorbu finance z nově zřízené Rady pro sociálněvědní výzkum. V první fázi rozsáhlejších průzkumů společnosti se zaměřili především na zkoumání sociálních problémů společnosti a hledání nějakého jejich řešení. Průzkumům se přirozeně věnují především americké univerzity, na kterých se shromažďují špičky tehdejší americké sociologie. Asi nejdůležitější univerzitou je v tomto směru univerzita v Chicagu. Sociologové z této univerzity využívají totiž přítomnosti Chicaga, velkého města, ve kterém na jeho obyvatelích aplikují své průzkumy. Směr, který se v tomto období v Americe hojně ujal, se nazývá empirismus, tedy směr založený na zkušenostech získaných bádáním a především sociálními průzkumy.
V tomto období byly empirické průzkumy obzvláště důležité pro celou společnost. Pomáhaly totiž poznat a zkoumat otázky soužití etnických menšin, otázky týkající se velkých měst, nárůstu kriminality či dalších sociálních patologických jevů. Zároveň pomáhaly tyto empirické průzkumy najít i odpověď na dané otázky. Průzkumy a celý empirismus byly v Americe dále podpořeny také snahou získat fakta na základě ověření v praxi a odpoutání se tedy od teorie.
Nový směr nazvaný empirismus hojně čerpal ze staršího směru, kterým byl neopozitivizmus. Tento směr považoval zkoumání za jediný způsob vědeckého poznání. Za hlavní cíl si kladl zkoumat dané jevy v praxi a z výsledků zkoumání pak vyvozovat obecnější závěry.
Univerzita v Chicagu těžila především z přítomnosti velkých dělnických čtvrtí v tomto městě, které se rozrostly spolu s průmyslem. Spolu s rozrůstáním podobných částí města totiž narůstala i kriminalita a další sociální problémy. Právě díky zkoumání těchto jevů se podařilo mnoho nových z nich popsat a došlo k hlubokému zkoumání moderní průmyslové společnosti.

## Poválečné období
Po druhé světové válce nastalo ve Spojených státech amerických období prosperity. USA zároveň byly symbolem svobody. Americká sociologie se po válce přestává věnovat zkoumání a dokumentování nepříznivých sociologických jevů ve společnosti, jak tomu bylo v meziválečném období. Nový směr svého bádání nalézá v pozorování změn v americké společnosti v období relativního klidu a hospodářského růstu. V rámci těchto změn bylo možno sledovat jistý obrat v americké společnosti, při kterém došlo k přechodu od celkového pesimismu způsobeného velkou hospodářskou krizí před válkou k optimismu.
Sociologie se po druhé světové válce začala rozvíjet ještě mohutněji, než se rozvíjela před ní. Na scéně se objevili noví finanční sponzoři a díky jejich příspěvkům začaly vznikat nová výzkumná centra. Americká sociologická společnost se, co do počtu členů, za dvacet let tohoto období dokonce zdesetinásobila, ač se před válkou počet jejích členů spíše snižoval. Mohutněji se také začaly rozrůstat střediska sociologie na univerzitě v Harvardu, Michiganské univerzitě i na Coloradské univerzitě. Rozrůstání sociologických středisek bylo způsobeno především potřebou nových badatelů, jelikož sociologů bylo všeobecně stále málo. Ve studiu i náboru profesorů se již v této době také projevoval rozdíl mezi teoretickým bádáním a zkoumáním založeným na sociologických výzkumech.
Ve Francii se sociologie po druhé světové válce nacházela v prakticky stejném stavu jako před válkou. Na rozdíl od Spojených států amerických je Francie značně pozadu a v této době není již považována za „sociologickou velmoc“. Z těchto důvodů si dali francouzští sociologové, kterých nebylo již mnoho, za cíl sociologii celkově oživit.
V rámci rekonstrukce francouzské sociologie vzniká několik institucí zaměřených přímo na tento obor, ale i další ekonomické či statistické instituce, které nepřímo podporují také rozvoj sociologie. Díky nim může sociologie sestavovat analýzy a provádět sociologické průzkumy. Rozvoj v této době nastává také v oblasti francouzského školství. Obrození sociologie bylo však také často kritizováno, zvláště pak komunisty, kteří považovali marxismus za samostatnou vědu a sociologii za její konkurenci převážně severoamerického původu.
Krok k lepšímu poprvé nastal roku 1958, kdy zásluhou sociologa a především univerzitního profesora Raymonda Arona došlo k zavedení doktorátu sociologie na nových fakultách filozofických a sociálně vědních na Sorbonně. V průběhu následujících dvou let vznikly také tři nové sociologické časopisy. Roku 1962 byla již založena Francouzská sociologická společnost nahrazující starší Francouzský sociologický ústav. Sociologie se v šedesátých letech rozvíjela ve Francii ve všech směrech. Postupně se objevili nové oblasti výzkumu, který se hojně rozvíjel. Růst sociologie ja také finančně podpořen francouzskou vládou skrze Výbor pro vědecký a technický výzkum. Sociologie se v průběhu šedesátých let ve Francii opět dostala do popředí, zatím však nebyla příliš využívána v praktickém životě, čehož chtěli francouzští sociologové dosáhnout.
Období čtyřicátých i padesátých let je také charakteristické pokusy o navázání užší spolupráce mezi praktickou a teoretickou částí sociologie. Teoretická část sociologie se rozvíjela a zároveň chtěla své poznatky mít empiricky podložené, proto došlo ke spolupráci mezi oběma odvětvími této vědy.
Jednou z velkých osob v poválečné, ale ještě i předválečné praktické sociologii byl jeden ze zakladatelů empirismu Paul Felix Lazarsfeld. Lazasfeld byl sociolog rakouského původu. V rámci svých prací se snažil o zavedení matematických principů do sociologie a sociologických průzkumů. Mnoho praktických výzkumů také sám vedl a podílel se také na tvorbě sociologického názvosloví. Konkrétně se pak Lazarsfeld zabýval například panelovou analýzou.
Mezi poválečné směry patří například strukturální funkcionalismus tvořený především Američany Talcottem Parsonem a zástupcem funkcionalistického směru Robertem K. Mertonem. Hlavním přínosem Talcotta Parsonse byla obecná teorie lidského jednání. Ta našla využití při empirických výzkumech. Teorie je taky význačná tím, že společnost chápe jako jednotný celek. V protikladu vůči strukturálnímu funkcionalismu stála například teorie konfliktu.

## 70. léta až současnost
V posledních třiceti letech 20. století byla sociologie již plnohodnotnou a zcela uznávanou vědou, o jejíž samostatnosti již nikdo nepochyboval. Ve Spojených státech amerických počet sociologů narůstal velmi rychle stejně jako objem financí vydávaných vládou USA na podporu této vědy. V letech 1970 až 1973 se objem dotací dokonce ztrojnásobil a dosáhl až hodnoty 120 milionů dolarů za rok. O dva roky později měla Americká sociologická asociace, nástupnická organizace Americké sociologické společnosti, již patnáct tisíc členů. Velká vládní podpora souvisela také s tehdy v USA probíhající krizí společnosti. Krize společnosti měla vazbu na ekonomickou recesi hospodářství Spojených států amerických, která však finanční podporu sociologie později zeštíhlila.
Značně zlomovým rokem pro francouzskou sociologii byl rok 1968. V době nepokojů a sociální krize se francouzská sociologie opět vnitřně roztříštila kvůli rozdílným názorům ohledně definice pojmu sociální krize. I přes vnitřní nejednotnost se také ve Francii úspěšně zvyšoval počet badatelů i výzkumných středisek. Podporou pro francouzské výzkumné týmy byly i státní zakázky na výzkumy ve společnosti. V sedmdesátých letech byla francouzská sociologie poměrně oblíbena i mezi širší veřejností, která mělo možnost číst velké množství tehdy vycházejících publikací věnovaných tématům, kterými se sociologie zabývá.
V současné době existují ve všech sociologicky významných zemích tendence, který vycházejí z vývoje francouzské a americké sociologie. Především pak z jejich vývoje ve 20. století, který ale odkazuje na starší zástupce tohoto vědního odvětví, kteří položili základy celé sociologie. Patrné je také stále dědictví tří hlavních sociologických proudů z 20. století. V tomto století také prošlo mnoho národních sociologií krizí, která značně ovlivnila a naznačila jejich budoucnost. I přes poměrně velkou jednotnost v dnešní sociologii je každá národní odbočka této vědy jedinečná.
Na základě empirismu se v současné době také rozvíjí empirická sociologie. Na rozdíl od empirismu však empirická sociologie považuje za nutnou i teoretickou sociologii, se kterou spolupracuje. Pro své pozorování si však vyvinula vlastní metody zkoumání. Empirická sociologie se věnuje jednak ověřování poznatků teoretické sociologie a jednak shromažďuje v praxi materiál, který pak využívá teoretická sociologie k zobecňování a určování zákonitostí a k dalšímu vyhodnocování.
V Československu a následné České republice vychází v posledních třiceti letech několik periodik věnovaných sociologii. Sociologií se zabývá také Sociologický ústav Akademie věd České republiky a další organizace.